# Adolfo Argerich
Adolfo Argerich fue un médico argentino del siglo XIX que falleció en el ejercicio de su profesión en la lucha contra la epidemia de fiebre amarilla que asolaba su ciudad.

## Biografía
Adolfo Argerich Martínez nació en la ciudad de Buenos Aires el 15 de junio de 1831, hijo de Santiago E. Argerich Martínez y de Mauricia Martínez. Era hermano del doctor Juan Antonio Argerich, quien también tendría destacada actuación en la medicina argentina, y del doctor Manuel Argerich (1835-1871), vicepresidente de la Municipalidad de Buenos Aires (1864), diputado provincial y nacional y convencional constituyente provincial.
Tras graduarse de doctor en medicina en la Facultad de Medicina de la Universidad de Buenos Aires ejerció su profesión en la parroquia de San Telmo junto a Párides Pietranera y Eleodoro Damianovich.
El 27 de septiembre de 1854 casó con Amelia Felisa Antonia Lahitte Bonavia (1836,?), con quien tuvo dos hijas: María Angélica (1860, ?) y Manuela Ángela Argerich Lahitte (1856, ?).
Al desatarse la trágica epidemia de fiebre amarilla en Buenos Aires en 1871, Adolfo Argerich decidió permanecer en la ciudad para atender a los enfermos.
El 9 de febrero de 1871 fue uno de los más de cien vecinos de la ciudad que acudió a la reunión en casa de Anatolio Viejo-Bueno que creó la Comisión de Salubridad de la Parroquia del Socorro para atender a la emergencia en dicha parroquia, quizá la que peores condiciones higiénicas presentaba.
La Comisión aceptó sus servicios pero ofreció remunerarlos, a lo que Argerich respondió «Señores, yo haré todo lo que pueda en obsequio a los enfermos de la Parroquia, pero á condición de que Vds. no han de darme ninguna clase de emolumentos». Así, «desde el primer día que la epidemia se hizo sentir en la Parroquia, dio principio á su tarea. El Dr. Argerich, en cuyo pecho germinaban generosas pasiones, no descansó un solo instante. Donde quiera que su presencia era reclamada, el Dr. Argerich llevaba el contingente de la ciencia que profesaba.».
Pese a enfermar en dos ocasiones, se mantuvo en la ciudad y continuó con su tarea: «su poderosa organización, y su inmensa fuerza de voluntad, habían hecho, que aquel distinguido médico volviese de nuevo á levantarse, para emprender aún con más vigor, la tarea que se había impuesto. El Dr. Argerich estaba fanatizado. Si para algo deseaba mejorarse, era para volver como antes, á llevar el contingente de su ciencia á la cabeza de los que caian sin tregua. El Dr. Argerich, logró salvar dos ocasiones, pero a la tercera, los esfuerzos cayeron en el vacío. El 14 de abril volvió a enfermarse; a los cinco días, su alma volaba a las rejiones del eterno. El Dr. Argerich, desde el 5 de febrero, estuvo al lado de la Comisión; el día que se separó de ella, un horrible presentimiento asaltó la mente de sus compañeros y amigos. Estando perennemente entre los atacados, tenía forzosamente que contraer el mal, pero el mal terrible, mortífero, implacable.»
Así, en el ejercicio de ese deber falleció el 19 de abril de 1871, «en medio de los horrores de la batalla», uno de los 900 muertos habidos en la parroquia del Socorro desde el 21 de febrero, día en que se produjo la primera defunción, hasta el 6 de mayo, en que se registró el último caso en ese barrio.
Despidieron sus restos Héctor Florencio Varela, presidente de la Comisión Popular de Salubridad Pública, y el poeta y periodista uruguayo Juan Carlos Gómez, quien dijo que «Buenos Aires le debe eterna gratitud, por el inmenso valor de su ejemplo, que lega a la grandeza moral de su pueblo». Fue sepultado en el Cementerio del Oeste. Su sepultura fue declarada Patrimonio Cultural de la Ciudad de Buenos Aires el 14 de septiembre de 2006, conforme a lo dispuesto en la Ley N° 1227.
Su hermano Manuel Gregorio, vocal de la Comisión Popular de Lucha contra la fiebre amarilla, moriría también el 25 de mayo de ese mismo año, entre las últimas víctimas de la epidemia.
Entre otros médicos de renombre que fallecieron se encontraban también el Cirujano Principal coronel Francisco Javier Muñiz, el Cirujano Mayor del Ejército Caupolicán Molina, los doctores Ventura Bosch, Sinforoso Amoedo, Guillermo Zapiola y Vicente Ruiz Moreno.